# The Bravery (노래)
「The Bravery」(더 브레이버리)는 supercell의 악곡이다. 동그룹 7매째의 싱글로서 2013년 3월 13일에 Sony Records로부터 발매되었다. 악곡은 ryo에 의해 제작, 프로듀스되었다.

## 개요
전작 「은색 비행선」으로부터 약 3개월만의 릴리스가 되는 싱글.
본 곡은 텔레비전 애니메이션 「마기」의 후기 엔딩 테마에 기용되었다. 내용은 ryo가 원작의 1권 후반부터 7권을 읽고 썼다고 하는, 말하자면 원작의 답가적인 작풍으로 완성되고 있다. 레코딩에서는 ryo 가라사대 「방악이면서 사운드가 서양 음악 같아」지도록 궁리했다고 한다.
싱글은 CD+Blu-ray의 초회 한정반A(SRCL-8241/2), CD+DVD의 초회 한정반B(SRCL-8243/4), CD만의 통상반(SRCL-8245)의 3종 릴리스로, 초회 한정반에는 본곡의 PV가 수록되고 있다.
싱글의 2곡째 「She is my senior」는 어쿠스틱 기타에 의한 연주곡으로, 코에다의 어머니와의 전화 내용을 기반으로 쓰여졌다.
싱글의 3곡째 「푸른 하늘」은 기타와 휘파람이 활약하는 곡이 되어 있다..

## 수록곡
전체 작사·작곡: ryo
| #            | 제목                                                    | 재생 시간 |
| ------------ | ------------------------------------------------------- | --------- |
| 1.           | 〈The Bravery〉 (텔레비전 애니메이션 「마기」엔딩 테마) | 6:06      |
| 2.           | 〈She is my senior〉                                    | 2:51      |
| 3.           | 〈푸른 하늘(青空)〉                                     | 3:31      |
| 4.           | 〈The Bravery（TV Edit）〉                              | 1:35      |
| 5.           | 〈The Bravery -Instrumental-〉                          |           |
| 6.           | 〈푸른 하늘 -Instrumental-〉                            |           |
| 7.           | 〈The Bravery（TV Edit） -Instrumental-〉               |           |
| 총 재생 시간 | 총 재생 시간                                            | 25:16     |

| #  | 제목                          | 재생 시간 |
| -- | ----------------------------- | --------- |
| 1. | 〈The Bravery〉 (Music Video) |           |

## 출전
1. 1 2  “The Bravery ［CD+DVD］＜初回生産限定盤＞”. タワーレコード. 2013년 4월 24일에 확인함.
2. 1 2 3  《アニカン》 (MG2). Vol.119 (（2013年3月号B）): 14. 2013년 3월 6일. 다음 글자 무시됨: ‘和書’ (도움말); |제목=이(가) 없거나 비었음 (도움말)